# ブラッド・ブラッドリー
ブラッドリー・トーマス（Bradley "Brad" Thomas、1980年11月17日 - ）は、アメリカのプロレスラー。イリノイ州デカルブ出身。

## 来歴

### キャリア初期
地元であるシカゴを拠点とするスティール・ドメイン・レスリング・スクールでCMパンクやコルト・カバナと共にトレーニングを開始した。プロレスラーデビューを果たすとアメリカ中西部のインディー団体で活動するようになり、IWAミッドサウスを主戦場としていた。

### WWE

#### DSW / OVW / FCW
2005年11月、WWEと契約を交わし、傘下団体であるDSWで"モンスター・オブ・ザ・ミッドウェイ" ブラッドリー・ジェイ（Bradley Jay）のリングネームでデビュー。DSW在籍時にはDSWヘビー級王座を3度獲得し、RAWやSmackdown!のダークマッチ、RAWの前座番組であるHEATに出場していた。WWEがDSWとの提携を解消するともう一つの傘下団体であるOVWへと移籍。
同年5月、OVWにてジェイ・ブラッドリー（Jay Bradley）のリングネームでデビュー。2007年6月1日、空位となったOVWヘビー級王座を3Wayマッチによる争奪戦を行い、ポール・バーチルとアイドル・スティーブンスを相手に勝利し、ベルトを獲得した。WWEの傘下団体であるOVWとDSWの両団体のヘビー級王座を獲得した初めてのレスラーになった。8月にはRAWのハウスショーに参加してチャーリー・ハース、ショーン・デバリと対戦し、8月14日のSmackDown!ではダークマッチでディーロ・ブラウンと対戦した。以降、WWEのハウスショーとOVWでの出場を繰り返すようになるが、2008年2月にOVWがWWEとの提携を終了したため、3月よりDSWに代わり新設された傘下団体であるFCWに移籍。FCW移籍後、ライアン・ブラドック（Ryan Braddock）のリングネームで出場するようになり、マイク・モンドとタッグを組んで活動。

#### WWE
2008年8月12日、WWEに昇格し。SmackDown!に出場するもビッグ・ショーに瞬殺されてしまった。26日にはECWに出場。リッキー・オルティスと対戦するも敗戦し、31日にはSmackDown!にてスーパー・クレイジーと対戦するもわずか1分で敗戦した。存在感をアピールできないままFCWに降格したものの、11月にはSmackDown!とECWによる共同開催したSurvivor Series Tour 2008に参加し、SmackDown!でのダークマッチにも出場して再昇格のチャンスを窺っていたものの、2009年3月にWWEから解雇となった。

### インディー団体
2009年3月、WWEから解雇されるとイリノイ州バーウィンを拠点とするAAW（All American Wrestling）に参戦。初参戦となる同月28日にAAWヘビー級王座争奪ファイナル4Wayマッチに出場し、タイラー・ブラック、チャンドラー・マクルーア、ロバート・アンソニーを相手に勝利し、ベルトを奪取した。9月5日にジミー・ジェイコブスにベルトを奪取されるまで5ヶ月間王座を防衛し続けた。AAWには2010年まで出場し、2011年11月25日、ミュージシャンであるビリー・コーガンが主宰する団体であるRPW（Resistance Pro Wrestling）に参戦。イカロスと対戦して勝利した。
2012年9月29日、初来日を果たしIGFに参戦。定アキラと対戦するが敗戦している。10月20日、RPWにてRPWヘビー級王座争奪3Wayマッチに出場し、ロバート・アンソニー、ボビー・ラシュリーと対戦して勝利し、ベルトを奪取した。

### TNA
2013年1月10日、TNAに参戦し、Impact Wrestlingに出場。トライアウトともいえるガットチェックマッチに出場してブライアン・ケイジと対戦して勝利を収め、TNAと契約を交わして入団。傘下団体であるOVWにてWWE時代以来となる所属となった。3月6日にデビューし、トミー・ガンと対戦して勝利した。以降、OVWでの出場が中心となってTNAではBound for Glory Seriesにエントリーするも0ポイントという結果に終わった。
TNA所属ながら、他団体にも出場し、10月25日にはRPWにてジョセファスとシングルマッチを行うも敗戦。11月16日、日本の団体でWRESTLE-1に参戦するため来日を果たす。WRESTLE-1 TOUR 2013開幕戦にてロブ・テリーとタッグを組んでジュニアヘビー級のチーム246（カズ・ハヤシ & 近藤修司）を相手に圧倒的な力の差を見せつけ、最後はテリーのアバランシュホールドで近藤をマットに叩きつけ、わずか4分で完勝した。同月24日には同じくジュニアヘビー級のジュニア・スターズ（金本浩二 & 田中稔）を相手に5分で勝利。29日にはロブ・テリーとシングルマッチで激突するも敗戦した。
2014年1月、TNAから解雇となった。

### インディー団体
TNA解雇後、2014年1月よりフリーの立場ながらOVWに参戦。9月12日、RPW Draw The Lineに出場。マッドマン・ポンドと組んでRPWタッグ王座を保持するジョセファス & イブに挑戦して勝利し、ベルトを奪取した。
2015年7月9日、ジェフ・ジャレットが主宰するGFWのGrand Slam Tourに参戦。ジョーイ・アヴァロン、マット・ケージと3wayマッチで対戦するが勝利するに至らなかった。

### TNA
2015年10月、TNA年間最大のPPVであるBound for Glory 2015のBound For Goldにて1900年代前半の荒くれ者アイルランド系アメリカ人ギミック、エイデン・オシェイ（Aiden O'Shea）として復帰をする事を発表。同月4日、Bound for Glory 2015のBound For Goldに5番目に登場するがマハーバリ・シェラにより落とされ脱落となった。

### プロレスリングノア
2018年1月よりノアにて杉浦貴と対戦するなどレギュラーとして参戦。3月末に帰国。

## 得意技
無双
ノア参戦時のフィニッシャー。
ブームスティック
フィニッシャー。勢いをつけて体を浴びせるように工夫してある。
セカンド・シティ・スラム
ファイヤーマンズキャリーの体勢から縦に回転して相手の背中をマットに強烈に叩きつける。
シングルレッグ・ボストンクラブ
アンクルピック
ゴリー・スペシャル
カナディアン・バックブリーカー
スクープスラム・パイルドライバー

## 獲得タイトル
RPW
- RPWヘビー級王座 : 1回
- RPWタッグ王座 : 1回

w / マッドマン・ポンド
AAW
- AAWヘビー級王座 : 1回

DSW
- DSWヘビー級王座 : 3回

IWAミッドサウス
- IWAミッドサウスタッグ王座 : 2回

w / ライアン・ボズ
w / トリック・デービス
OVW
- OVWヘビー級王座 : 2回